# Ballando con le stelle (sesta edizione)
La sesta edizione di Ballando con le stelle è andata in onda dal 9 gennaio al 20 marzo 2010  su Rai 1, condotta da Milly Carlucci con Paolo Belli. 
L’edizione è stata vinta dalla coppia formata dall'attrice e modella Veronica Olivier e dal ballerino Raimondo Todaro.

## Regolamento
L’edizione è articolata in dieci puntate. Il regolamento prevede che vi prendano parte dodici personaggi famosi i quali, in coppia con altrettanti maestri di ballo, devono mettersi in gioco per apprendere le regole della danza sportiva e per contendersi, settimana dopo settimana, l'accesso alla finale e la vittoria del programma. In ogni puntata, una giuria tecnica, composta da cinque elementi fissi, è tenuta a valutare l'aspetto prettamente tecnico delle esibizioni dei concorrenti nonché l'aspetto più artistico comprendente costumi, presenza scenica e mimica facciale; alla fine, però, sono gli spettatori da casa, tramite il televoto, a decretare la coppia vincitrice. Anche quest'anno, contemporaneamente al torneo principale, si è svolta la gara creata appositamente per ragazzini famosi soprannominata: Ballando con le stelline. Inoltre, in ogni puntata, sono stati riservati spazi a ospiti famosi che sono diventati ballerini per una sera e sono stati giudicati dalla giuria: i punti da essi ottenuti sono di volta in volta sommati a quelli di una coppia a rischio eliminazione ritenuta dalla giuria meritevole di essere invece salvata. Al termine di ogni puntata si è poi svolto uno spareggio tra le coppie ultime in classifica, giudicato solo tramite il televoto, per decretare gli eliminati della settimana. 
La trasmissione è stata trasmessa in diretta dagli studi Rai del Foro Italico di Roma.

## Cast

### Concorrenti
| VIP                   | Attività                  | Insegnante         | Stato                |
| --------------------- | ------------------------- | ------------------ | -------------------- |
| Veronica Olivier      | Attrice e modella         | Raimondo Todaro    | Vincitori            |
| Ronn Moss             | Attore                    | Sara Di Vaira      | Secondi classificati |
| Barbara De Rossi      | Attrice                   | Simone Di Pasquale | Terzi classificati   |
| Benedetta Valanzano   | Attrice e cantante        | Dima Pakhomov      | Quarti classificati  |
| Stefano Masciolini    | Attore                    | Alessandra Mason   | Quinti classificati  |
| Raz Degan             | Attore e modello          | Samanta Togni      | Ritirati             |
| Margherita Granbassi  | Schermitrice              | Stefano Di Filippo | Eliminati            |
| Lorenzo Crespi        | Attore                    | Natalia Titova     | Ritirati             |
| Cecilia Capriotti     | Attrice e showgirl        | Samuel Peron       | Eliminati            |
| Maria Concetta Mattei | Conduttrice e giornalista | Roberto Imperatori | Eliminati            |
| Stefano Pantano       | Schermidore               | Tinna Hoffman      | Eliminati            |
| Maurizio Battista     | Comico                    | Vicky Martin       | Eliminati            |

### Giuria
- Ivan Zazzaroni
- Fabio Canino
- Carolyn Smith (presidente di giuria)
- Lamberto Sposini
- Guillermo Mariotto

Nota: Fabio Canino viene sostituito dalla produttrice cinematografica Rita Rusić nelle puntate del 6 febbraio e 6 marzo 2010.

### Opinionisti
- Sandro Mayer
- Candida Morvillo
- Silvana Giacobini
- Andrea Monti
- Tiziana Ferrario
- Monica Mosca
- Riccardo Signoretti

## Tabellone
Legenda
     Coppia salva
     Coppia eliminata provvisoriamente
     Coppia eliminata definitivamente
     Coppia salvata dalla giuria
     Coppia salvata dal pubblico a casa
     Coppia ritirata
     Coppia ripescata ma non rientra in gara
     Coppia ripescata
     Coppia non gareggiante in puntata
| Concorrente           | Ballerino/a        | Puntate         | Puntate         | Puntate         | Puntate         | Puntate         | Puntate         | Puntate         | Puntate         | Puntate         | Puntate         |
| Concorrente           | Ballerino/a        | 1ª              | 2ª              | 3ª              | 4ª              | 5ª              | 6ª              | 7ª              | Ripescaggio     | Semifinale      | Finale          |
| --------------------- | ------------------ | --------------- | --------------- | --------------- | --------------- | --------------- | --------------- | --------------- | --------------- | --------------- | --------------- |
| Veronica Olivier      | Raimondo Todaro    | Salvi           | Salvi           | Salvi           | Salvi           | Salvi           | Salvi           | Salvi           | Salvi           | Salvi           | Vincitori (60%) |
| Ronn Moss             | Sara Di Vaira      | Salvi           | Salvi           | Salvi           | Salvi           | Salvi           | Ultimi 2 (77%)  | Salvi           | Salvi           | Salvi           | Secondi (40%)   |
| Barbara De Rossi      | Simone Di Pasquale | Salvi           | Salvi           | Salvi           | Salvi           | Salvi           | Salvi           | Salvi           | Salvi           | Ultimi 3 (43%)  | Terzi (42%)     |
| Benedetta Valanzano   | Dima Pakhomov      | Salvi           | Salvi           | Ultimi 3 (70%)  | Salvi           | Salvi           | Eliminati (14%) | Ripescati (68%) | Salvi           | Ultimi 3 (43%)  | Quarti (34%)    |
| Stefano Masciolini    | Alessandra Mason   | Salvi           | Salvi           | Eliminati (14%) |                 |                 | Ripescati (23%) |                 | Ripescati (41%) | Eliminati (14%) | Ripescati       |
| Stefano Masciolini    | Alessandra Mason   | Salvi           | Salvi           | Eliminati (14%) | Quinti (32%)    |                 | Ripescati (23%) |                 | Ripescati (41%) | Eliminati (14%) |                 |
| Raz Degan             | Samanta Togni      | Salvi           | Ultimi 3 (43%)  | Salvi           | Ultimi 2 (36%)  | Ultimi 2 (28%)  | Salvi           | Eliminati (32%) | Ripescati (34%) | Salvi           | Ritirati        |
| Margherita Granbassi  | Stefano Di Filippo | Ultimi 3 (60%)  | Ultimi 3 (31%)  | Ultimi 3 (16%)  | Ultimi 3 (46%)  | Ultimi 3 (46%)  | Salvi           | Eliminati (46%) | Eliminati (25%) |                 |                 |
| Lorenzo Crespi        | Natalia Titova     | Salvi           | Salvi           | Salvi           | Salvi           | Salvi           | Ultimi 3 (69%)  | Ritirati        |                 |                 |                 |
| Cecilia Capriotti     | Samuel Peron       | Salvi           | Salvi           | Salvi           | Salvi           | Eliminati (26%) |                 |                 | Eliminati       |                 |                 |
| Maria Concetta Mattei | Roberto Imperatori | Salvi           | Salvi           | Salvi           | Eliminati (18%) |                 |                 |                 | Eliminati       |                 |                 |
| Stefano Pantano       | Tinna Hoffmann     | Ultimi 3 (26%)  | Eliminati (26%) |                 |                 |                 |                 |                 | Eliminati (25%) |                 |                 |
| Maurizio Battista     | Vicky Martin       | Eliminati (14%) |                 |                 |                 |                 |                 |                 | Eliminati       |                 |                 |

## Balli eseguiti
| Coppia                                     | 1                   | 2                       | 3                 | 4                                  | 5                      | 6                     | 7          | 8           | 9                                | 10                                         |
| ------------------------------------------ | ------------------- | ----------------------- | ----------------- | ---------------------------------- | ---------------------- | --------------------- | ---------- | ----------- | -------------------------------- | ------------------------------------------ |
| Veronica Olivier e Raimondo Todaro         | Salsa               | Jive                    | Samba             | Lambada – Valzer                   | Rumba                  | Tango                 | Charleston | Disco dance | Cha cha cha                      | Quickstep – Reggaeton – Charleston – Rumba |
| Ronn Moss e Sara Di Vaira                  | Quickstep           | Paso doble              | Salsa             | Lambada – Valzer                   | Jive                   | Tango                 | Merengue   | Disco dance | Samba                            | Samba – Reggaeton – Charleston – Flamenco  |
| Barbara De Rossi e Simone Di Pasquale      | Jive                | Salsa                   | Cha cha cha       | Lambada – Tango                    | Charleston – Quickstep | Samba                 | Rumba      | Disco dance | Paso doble – Bollywood – Lambada | Cha cha cha – Reggaeton – Charleston       |
| Benedetta Valanzano e Dima Pakhomov        | Samba               | Salsa                   | Tango – Jive      | Lambada – Rumba                    | Charleston             | Flamenco              | –          | Disco dance | Merengue – Bollywood – Quickstep | Samba – Reggaeton – Charleston             |
| Stefano Masciolini e Alessandra Mason      | Jive                | Samba                   | Salsa – Merengue  | –                                  | –                      | Samba                 | –          | Charleston  | Rumba – Bollywood – Cha Cha Cha  | Jive – Reggaeton – Paso doble              |
| Raz Degan e Samanta Togni                  | Rumba – Merengue    | Tango – Jive            | Paso doble        | Lambada – Valzer – Charleston      | Flamenco – Salsa       | Quickstep             | Samba      | Cha cha cha | Jive – Bollywood                 | Paso doble                                 |
| Margherita Granbassi e Stefano Di Filippo  | Rumba – Cha cha cha | Tango – Salsa           | Jive – Paso doble | Lambada – Samba – Charleston       | Quickstep – Flamenco   | Tango                 | Lambada    | Jive        | –                                | –                                          |
| Lorenzo Crespi e Natalia Titova            | Tango               | Rumba                   | Valzer            | Lambada – Jive                     | Cha cha cha            | Charleston – Merengue | Paso doble | –           | –                                | –                                          |
| Cecilia Capriotti e Samuel Peron           | Tango               | Rumba                   | Salsa             | Lambada – Cha cha cha – Charleston | Valzer – Jive          | Jive                  | –          | Quickstep   | –                                | –                                          |
| Maria Concetta Mattei e Roberto Imperatori | Salsa               | Cha cha cha – Quickstep | Jive – Merengue   | Lambada – Samba – Charleston       | –                      | Jive                  | –          | Tango       | –                                | –                                          |
| Stefano Pantano e Tinna Hoffman            | Paso doble – Jive   | Salsa – Merengue        | –                 | –                                  | –                      | Salsa                 | –          | Charleston  | –                                | –                                          |
| Maurizio Battista e Vicky Martin           | Samba – Merengue    | –                       | –                 | –                                  | –                      | Merengue              | –          | Tango       | –                                | –                                          |

## Ballerini per una notte
In questa sezione sono indicati i Ballerini per una notte, cioè quei personaggi famosi che, per una sera, si sono cimentati a ballare, per poi essere giudicati dalla giuria tecnica. In seguito, i punti da loro ottenuti sono stati sommati a quelli di una coppia a rischio eliminazione ritenuta invece meritevole dalla giuria di essere salvata.
| Puntata    | Ospite                | Attività                              | Ballerino/a/e/i              | Ballo         | Punteggio | Assegnatari tesoretto                      |
| ---------- | --------------------- | ------------------------------------- | ---------------------------- | ------------- | --------- | ------------------------------------------ |
| 1ª         | Carl Lewis            | Atleta                                | Nancy Berti                  | Salsa         | 49        | Raz Degan e Samanta Togni                  |
| 2ª         | Federica Pellegrini   | Nuotatrice                            | Lucio Cocchi                 | Quickstep     | 48        | Maria Concetta Mattei e Roberto Imperatori |
| 3ª         | Maurizio Costanzo     | Giornalista e conduttore televisivo   | Luisiana Di Fiore            | Cha cha cha   | 48        | Maria Concetta Mattei e Roberto Imperatori |
| 4ª         | Mike Tyson            | Pugile                                | Elena Coniglio               | Jive          | 47        | Cecilia Capriotti e Samuel Peron           |
| 5ª         | Clotilde Courau       | Attrice                               | Lucio Cocchi                 | Tango         | 50        | Barbara De Rossi e Simone Di Pasquale      |
| 5ª         | Clotilde Courau       | Attrice                               | Emanuele Filiberto di Savoia | Valzer        | 50        | Barbara De Rossi e Simone Di Pasquale      |
| 6ª         | Giuseppe Fiorello     | Attore                                | Daniela Demofonti            | Tango         | 50        | Margherita Granbassi e Stefano Di Filippo  |
| 7ª         | Valerio Scanu         | Cantante                              | Luisiana Di Fiore            | Valzer        | 32        | Barbara De Rossi e Simone Di Pasquale      |
| 7ª         | Emanuele Filiberto    | Imprenditore e personaggio televisivo | Elena Coniglio               | Quickstep     | 32        | Barbara De Rossi e Simone Di Pasquale      |
| 8ª         | Massimiliano Rosolino | Nuotatore                             | Natalia Titova               | Valzer – Jive | 41        | Raz Degan e Samanta Togni                  |
| Semifinale | Hoara Borselli        | Attrice e conduttrice                 | Samuel Peron                 | Salsa         | 50        | Raz Degan e Samanta Togni                  |
| Semifinale | Gianni Ippoliti       | Attore e conduttore                   | Elena Coniglio               | Cha cha cha   | 50        | Raz Degan e Samanta Togni                  |
| Semifinale | Alessio Di Clemente   | Attore                                | Tinna Hoffman                | Paso doble    | 50        | Raz Degan e Samanta Togni                  |
| Semifinale | Andrea Montovoli      | Attore                                | Vicky Martin                 | Quickstep     | 50        | Raz Degan e Samanta Togni                  |

## Ballando con le stelline

### Partecipanti
- Viola Cristina & Bryan Cascone
- Laura De Fabrizio & Nicholas Fiorini
- Luigi Fronte & Giulia D'Errico
- Pierpaola Janvier & Jeyson Murrani
- Andrea Pittorino & Aurora Cappellini

### Tabellone
Coppia vincitrice
     Coppia seconda classificata
| Concorrenti        | 3ª puntata | 4ª puntata  | 5ª puntata | 6ª puntata  |
| ------------------ | ---------- | ----------- | ---------- | ----------- |
| Viola e Bryan      | –          | Jive        |            | Cha cha cha |
| Laura e Nicholas   | Jive       | –           | Merengue   |             |
| Luigi e Giulia     | Jive       | –           | Salsa      |             |
| Pierpaola e Jeyson | –          | Cha Cha Cha |            | Jive        |
| Andrea e Aurora    | –          | Jive        | Salsa      |             |

### Punteggi
| Coppia             | P3 | P4 | P5 | P6 | Punteggi finali |
| ------------------ | -- | -- | -- | -- | --------------- |
| Viola e Bryan      | –  | 10 | –  | 10 | 20              |
| Laura e Nicholas   | 9  | –  | 9  |    | 18              |
| Luigi e Giulia     | 10 | –  | 10 |    | 20              |
| Pierpaola e Jeyson | –  | 9  | –  | 10 | 19              |
| Andrea e Aurora    | –  | 9  | 9  |    | 18              |

## Ascolti
| Puntata     | Messa in onda    | Telespettatori | Share  |
| ----------- | ---------------- | -------------- | ------ |
| 1           | 9 gennaio 2010   | 6 250 000      | 29,25% |
| 2           | 16 gennaio 2010  | 5 482 000      | 27,12% |
| 3           | 23 gennaio 2010  | 5 601 000      | 26,80% |
| 4           | 30 gennaio 2010  | 5 313 000      | 26,00% |
| 5           | 6 febbraio 2010  | 5 944 000      | 27,86% |
| 6           | 13 febbraio 2010 | 5 628 000      | 27,39% |
| 7           | 27 febbraio 2010 | 5 893 000      | 28,20% |
| Ripescaggio | 6 marzo 2010     | 5 746 000      | 27,28% |
| Semifinale  | 13 marzo 2010    | 5 620 000      | 26,95% |
| Finale      | 20 marzo 2010    | 6 175 000      | 30,62% |
| Media       | Media            | 5 765 000      | 27,75% |